# Fontanil-Cornillon
Fontanil-Cornillon è un comune francese di 2 820 abitanti situato nel dipartimento dell'Isère della regione dell'Alvernia-Rodano-Alpi.

## Società

### Evoluzione demografica
Abitanti censiti

## Amministrazione

### Gemellaggi
Fontanil-Cornillon è gemellata con:
- Monte Roberto, Italia